# Molpa bilineolata
Molpa bilineolata är en insektsart som beskrevs av Walker, F. 1870. Molpa bilineolata ingår i släktet Molpa och familjen vårtbitare. Inga underarter finns listade i Catalogue of Life.